# Arquebisbat de Còrdova
|  | Aquest article tracta sobre l'arquebisbat argentí. Si cerqueu el bisbat espanyol , vegeu «Bisbat de Còrdova». |

|  | Aquest article tracta sobre l'arquebisbat argentí. Si cerqueu el bisbat mexicà, vegeu «Bisbat de Córdoba (Mèxic)». |

L'arquebisbat de Córdoba (castellà: Archidiócesis de Córdoba; llatí: Archidioecesis Cordubensis in Argentina) és una seu de l'Església catòlica a Argentina. Al 2016 tenia 1.930.723 batejats d'un total de 2.200.620 habitants. Actualment està regida per l'arquebisbe Carlos José Ñáñez.

## Territori
L'arxidiòcesi comprèn els següents departaments de la província de Córdoba: Calamuchita (llevat la parròquia de La Cruz), Capital, Colón, Punilla (llevat les parròquies de Capilla del Monte i de La Cumbre), Río Primero (llevat la - pedanía de Castaño), Río Segundo (llevat la part sud-oriental i les parròquies de Luque i Santiago Temple), Santa María i Totoral.
La seu arxiepiscopal és la ciutat de Córdoba, on es troba la catedral de l'Assumpció de la Mare de Déu. A més, al territori episcopal hi ha tres basíliques menors més: la Mare de Déu de la Mercè i Sant Domènec a Córdoba, i la Mare de Déu del Roser a Villa del Rosario.
El territori s'estén sobre 19.722 km² i està dividit en 114 parròquies.

### Província eclesiàstica
La província eclesiàstica de Córdoba, instituïda el 1934, comprèn 5 sufragànies:
- bisbat de Cruz del Eje,
- bisbat de San Francisco,
- bisbat de Villa de la Concepción del Río Cuarto,
- bisbat de Villa María,
- prelatura territorial de Deán Funes.

## Història
La diòcesi de Còrdova va ser erigida el 10 de maig de 1570 amb la butlla papal Super specula militantis Ecclesiae de Pius V. Va obtenir el seu territori des de la diòcesi de Santiago de Xile (avui arxidiòcesi). En els documents papals la diòcesi tenia el títol Tucumanensis i la seu del bisbe estava a la ciutat de Santiago del Estero, on es trobava la catedral de Santiago. Originalment sufragània de l'arxidiòcesi de Lima, el 20 de juliol de 1609 va passar a formar part de la província eclesiàstica de l'arxidiòcesi de La Plata o Charcas (avui arxidiòcesi de Sucre, a Bolívia).
El 28 de novembre de 1697, la seu de la diòcesi es va traslladar oficialment a Còrdova, encara que el bisbe ja hi residia permanentment d'ençà de diversos anys a causa de la decadència de Santiago del Estero. El 28 de març de 1806 i 15 de desembre 1828 va cedir part del seu territori per a la creació, respectivament de les diòcesis de Salta (avui arxidiòcesi) i del vicariat apostòlic de San Juan de Cuyo (avui arxidiòcesi). El 5 de març de 1865 es va convertir en part de la província eclesiàstica de l'arxidiòcesi de Buenos Aires.
El 20 d'abril de 1934 va cedir altres porcions del territori per a la creació de les diòcesis de Río Cuarto i de La Rioja, i al mateix temps va ser elevada al rang d'arxidiòcesi metropolitana amb la butlla Nobilis Argentinae nationis de Pius XI.
L'11 de febrer de 1957, el 10 d'abril de 1961 i el 12 d'agost de 1963 van cedir més porcions de terreny per a la creació de, respectivament, de diòcesis de Vila María, de San Francisco i Cruz del Eje.

## Cronologia episcopal
- Francisco Beaumonte, O.F.M. † (10 de maig de 1570 - ? mort)
- Jerónimo Albornoz, O.F.M. † (8 de novembre de 1570 - 27 d'octubre de 1574 mort)
- Jerónimo de Villa Carrillo, O.F.M. † (27 de març de 1577 - ? mort)
- Francisco de Vitoria, O.P. † (13 de gener de 1578 - 1592 mort)
- Fernando Trexo y Sanabria, O.F.M. † (28 de març de 1594 - 24 de desembre de 1614 mort)
- Julián de Cortázar † (10 d'abril de 1617 - 7 d'abril de 1625 nomenat arquebisbe de Santafé en Nueva Granada)
- Tomás de la Torre Gibaja, O.P. † (11 de desembre de 1628 - 17 de juliol de 1630 mort)
- Melchor Maldonado y Saavedra, O.S.A. † (8 de març de 1632 - 11 de febrer de 1662 mort)
  - Sede vacante (1662-1668)
- Francisco de Borja † (17 de setembre de 1668 - 4 de setembre de 1679 nomenat bisbe de Trujillo)
- Nicolás de Ulloa y Hurtado de Mendoza, O.S.A. † (27 de novembre de 1679 - 19 de setembre de 1686 mort)
- Juan Bravo Dávila y Cartagena † (24 de novembre de 1687 - 4 de desembre de 1690 mort)
  - Sede vacante (1690-1694)
- Juan Manuel Mercadillo, O.P. † (8 de novembre de 1694 - 17 de juliol de 1704 mort)
  - Sede vacante (1704-1709)
- Manuel González Virtus † (6 de maig de 1709 - 18 de gener de 1710 mort)
- Alonso del Pozo y Silva † (11 de desembre de 1713 - 22 de novembre de 1723 nomenat bisbe de Santiago de Xile)
- José Manuel de Sarricolea y Olea † (22 de novembre de 1723 - 24 de juliol de 1730 nomenat bisbe de Santiago de Xile)
- José Antonio Gutiérrez y Ceballos † (12 de febrer de 1731 - 11 de novembre de 1740 nomenat arquebisbe de Lima)
  - Sede vacante (1740-1745)
- Pedro Miguel Argandoña Pastene Salazar † (8 de març de 1745 - 25 de gener de 1762 nomenat arquebisbe de La Plata o Charcas
- Manuel de Abad e Illana, O.Praem. † (22 de novembre de 1762 - 17 de juny de 1771 nomenat bisbe d'Arequipa)
- Juan Manuel Moscoso y Peralta † (17 de juny de 1771 - 28 de setembre de 1778 nomenat bisbe de Cusco)
- José Campos Julián, O.C.D. † (28 de setembre de 1778 - 20 de setembre de 1784 nomenat arquebisbe de La Plata o Charcas)
  - Sede vacante (1784-1788)
- Ángel Mariano Moscoso Pérez y Oblitas † (10 de març de 1788 - 11 d'octubre de 1804 mort)
- Rodrigo Antonio de Orellana, O.Praem. † (9 de setembre de 1805 - 21 de desembre de 1818 nomenat bisbe d'Ávila)
  - Sede vacante (1818-1836)
- Benito Lascano y Castillo † (11 de juliol de 1836 - 30 de juliol de 1836 mort)
  - Sede vacante (1836-1857)
  - José Gregorio Baigorria † (1857 - 9 de juny de 1858 mort) (bisbe electe)
- José Vicente Ramírez de Arellano † (23 de desembre de 1858 - 31 d'agost de 1873 mort)
- Eduardo Manuel Álvarez † (7 d'abril de 1876 - 24 d'agost de 1878 mort)
- Mamerto Esquiú Medina, O.F.M. † (27 de febrer de 1880 - 10 de gener de 1883 mort)
- Juan José Blas Tissera, O.F.M. † (27 de març de 1884 - 20 de setembre de 1886 mort)
- Reginaldo Toro, O.P. † (1º de juny de 1888 - 22 d'agost de 1904 mort)
- Zenón Bustos y Ferreyra, O.F.M. † (3 de març de 1905 - 13 d'abril de 1925 mort)
- Fermín Emilio Lafitte † (7 de juliol de 1927 - 20 de gener de 1958 nomenat arquebisbe coadjutor de Buenos Aires)
- Ramón José Castellano † (26 de març de 1958 - 19 de gener de 1965 renuncià)
- Raúl Francisco Primatesta † (16 de febrer de 1965 - 17 de novembre de 1998 jubilat)
- Carlos José Ñáñez (17 de novembre de 1998 - 6 de novembre de 2021 jubilat)
- Ángel Sixto Rossi, S.I., des del 6 de novembre de 2021

## Estadístiques
A finals del 2016, la diòcesi tenia 1.930.723 batejats sobre una població de 2.200.620 persones, equivalent al 87,7% del total.
| any  | població  | població  | població | sacerdots | sacerdots       | sacerdots       | sacerdots             | diàques | religiosos | religiosos | parroquies |
| ---- | --------- | --------- | -------- | --------- | --------------- | --------------- | --------------------- | ------- | ---------- | ---------- | ---------- |
| any  | batejats  | total     | %        | total     | clergat secular | clergat regular | batejats por sacerdot | diàques | homes      | dones      |            |
| 1950 | 990.000   | 1.170.000 | 84,6     | 369       | 175             | 194             | 2.682                 |         | 327        | 1.159      | 87         |
| 1963 | ?         | 908.000   | ?        | 350       | 126             | 224             | ?                     |         |            |            | 52         |
| 1970 | 1.000.000 | 1.200.000 | 83,3     | 364       | 144             | 220             | 2.747                 |         | 670        | 1.405      | 70         |
| 1976 | 1.150.000 | 1.400.000 | 82,1     | 336       | 126             | 210             | 3.422                 | 1       | 359        | 930        | 92         |
| 1980 | 1.215.000 | 1.519.000 | 80,0     | 330       | 102             | 228             | 3.681                 | 2       | 447        | 983        | 99         |
| 1990 | 1.400.000 | 1.671.000 | 83,8     | 344       | 140             | 204             | 4.069                 |         | 482        | 866        | 107        |
| 1999 | 1.681.000 | 1.868.000 | 90,0     | 356       | 175             | 181             | 4.721                 | 2       | 389        | 809        | 114        |
| 2000 | 1.685.000 | 1.872.833 | 90,0     | 351       | 175             | 176             | 4.800                 | 2       | 373        | 809        | 114        |
| 2001 | 1.685.000 | 1.872.833 | 90,0     | 347       | 173             | 174             | 4.855                 | 3       | 365        | 809        | 114        |
| 2002 | 1.613.136 | 1.792.904 | 90,0     | 347       | 173             | 174             | 4.648                 | 3       | 361        | 809        | 114        |
| 2003 | 1.667.450 | 1.852.721 | 90,0     | 345       | 171             | 174             | 4.833                 | 3       | 355        | 772        | 114        |
| 2004 | 1.797.300 | 1.997.243 | 90,0     | 338       | 164             | 174             | 5.317                 | 3       | 355        | 772        | 114        |
| 2006 | 1.814.000 | 2.016.000 | 90,0     | 344       | 170             | 174             | 5.273                 | 2       | 355        | 772        | 114        |
| 2013 | 1.873.000 | 2.135.000 | 87,7     | 342       | 154             | 188             | 5.476                 | 4       | 328        | 639        | 115        |
| 2016 | 1.930.723 | 2.200.620 | 87,7     | 314       | 152             | 162             | 6.148                 | 5       | 321        | 660        | 114        |